# Usson-en-Forez
Usson-en-Forez is een gemeente in het Franse departement Loire (regio Auvergne-Rhône-Alpes). De plaats maakt deel uit van het arrondissement Montbrison. Usson-en-Forez telde op 1 januari 2022 1.461 inwoners.

## Geografie
De oppervlakte van Usson-en-Forez bedroeg op 1 januari 2022 47,24 vierkante kilometer; de bevolkingsdichtheid was toen 30,9 inwoners per km².

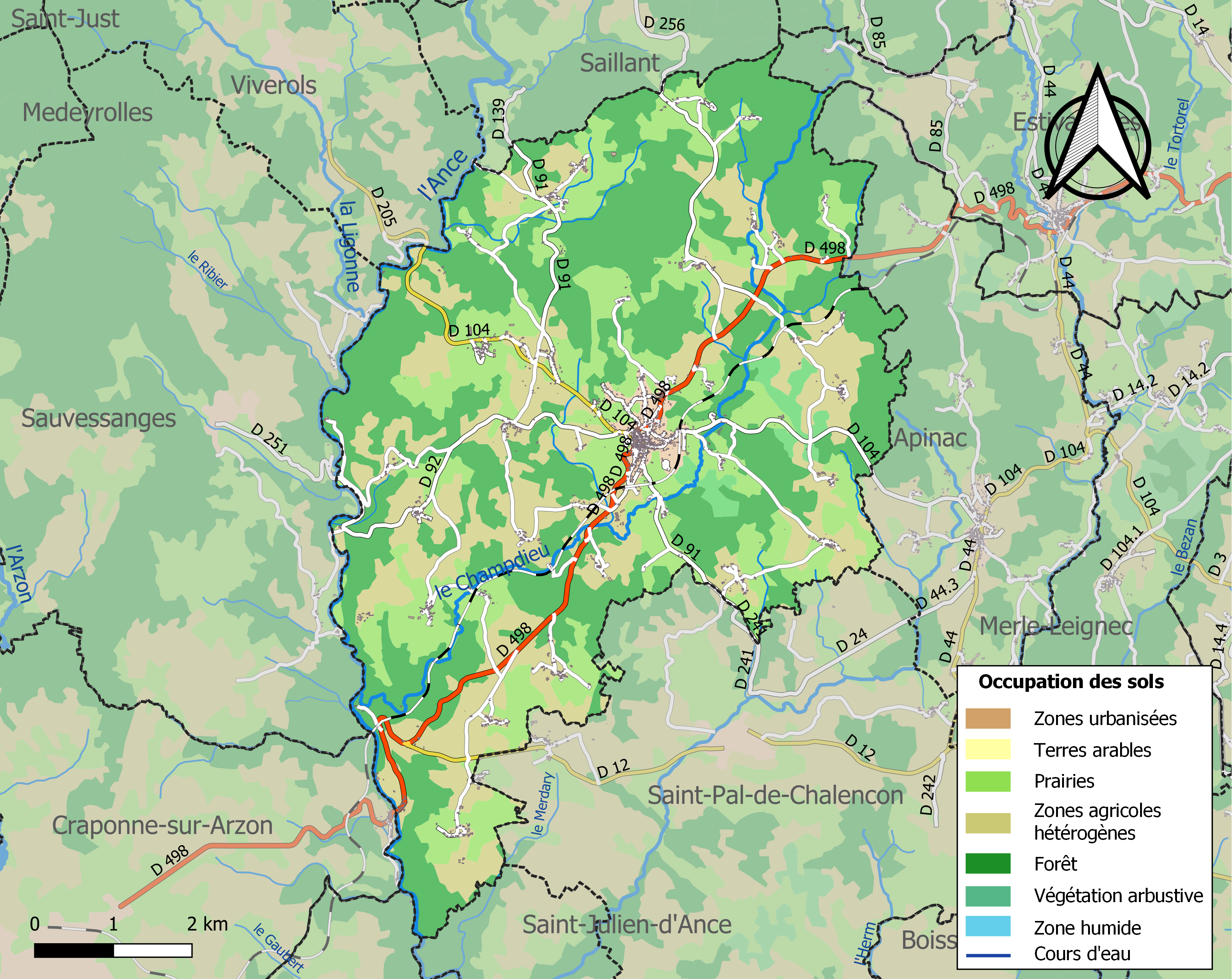
Kaart van de gemeente met de belangrijkste infrastructuur, bodemgebruik en omliggende gemeenten

## Demografie
Onderstaande figuur toont het verloop van het inwonertal (bron: INSEE-tellingen).